# Jurij Linnik
Jurij Linnik, ros. Юрий Владимирович Линник (ur. 26 grudnia 1914?/8 stycznia 1915 w Białej Cerkwi, zm. 30 czerwca 1972 w Leningradzie) – rosyjski matematyk zajmujący się teorią liczb, rachunkiem prawdopodobieństwa oraz statystyką matematyczną.

## Życiorys
Urodzony na Ukrainie, od 1926 mieszkał w Leningradzie (Petersburgu), gdzie się kształcił, prowadził swoje badania i tam też zmarł. W 1932 skończył szkołę średnią w Leningradzie, później studiował na Wydziale Fizycznym i na Wydziale Mechaniczno-Matematycznym Leningradzkiego Uniwersytetu Państwowego, w latach 1939–1940 służył w Armii Czerwonej, uczestniczył w wojnie z Finlandią. Od 1940 pracował w Instytucie Matematycznym im. Stiekłowa w Leningradzie jako doktor nauk fizyczno-matematycznych, w lipcu 1941 wstąpił do pospolitego ruszenia Leningradu, latem i jesienią 1941 brał udział w walkach z Niemcami, w październiku 1941 z powodu ciężkiej choroby został ewakuowany do Kazania, a w 1942 zdemobilizowany ze względu na stan zdrowia. W 1944 został profesorem Leningradzkiego Uniwersytetu Państwowego. Wielokrotnie odznaczany; od 1964 był członkiem Akademii Nauk ZSRR. Najważniejsze osiągnięcia Linnika to twierdzenie Linnika, stała Linnika oraz elementarny dowód twierdzenia Waringa (zob. problem Waringa). Napisał ok. 200 prac naukowych. W 1971 został członkiem zagranicznym Szwedzkiej Królewskiej Akademii Nauk, od 1967 był też honorowym członkiem Londyńskiego Towarzystwa Matematycznego. Był Bohaterem Pracy Socjalistycznej (13 marca 1969), laureatem Nagrody Leninowskiej (1970) i Nagrody Stalinowskiej (1947).